# Познанка Вторая
Познанка Вторая (укр. Познанка Друга) — село, относится к Подольському району Одесской области Украины.
Население по переписи 2001 года составляло 414 человека. Почтовый индекс — 66511. Телефонный код — 4864. Занимает площадь 2,217 км². Код КОАТУУ — 5123383605.

## Местный совет
66511, Одесская область, Подольський район, село Познанка Первая